# Revolutionäre Volksbefreiungspartei-Front
Die Revolutionäre Volksbefreiungspartei-Front (türkisch Devrimci Halk Kurtuluş Partisi-Cephesi oder DHKP-C) ist eine marxistisch-leninistische Untergrundorganisation in der Türkei.
Sie verfolgt das Ziel, die Staatsordnung in der Türkei durch einen bewaffneten revolutionären Akt zu zerschlagen. Dabei bedient sie sich in der Türkei auch terroristischer Methoden. Ihr Generalsekretär war seit Gründung der im August 2008 verstorbene Dursun Karataş. Wer derzeit die Organisation führt, ist unbekannt. Die DHKP-C steht auf der Liste der terroristischen Vereinigungen des Rates der Europäischen Union und des Außenministeriums der Vereinigten Staaten. Sie wurde 1994 als Nachfolgeorganisation der Devrimci Sol gegründet. Der Namensteil „Partisi/Cephesi“ (Partei-Front) beschreibt die beiden Teile der Organisation. „Partei“ steht für den politischen Flügel, wohingegen „Front“ den Flügel für militante Operationen beschreibt.
Halk Cephesi (‚Volksfront‘) ist die Selbstbezeichnung oder Kurzform der Organisation. Organisationen die der DHKP-C angehören sind: Devrimci İşçi Hareketi (‚Bewegung Revolutionärer Arbeiter‘), die Devrimci Mücadelede Mühendis Mimarlar (‚Ingenieure und Architekten im Revolutionären Kampf‘) und die Gençlik Federasyonu (‚Jugendföderation‘ bzw. Dev-Genç). Ihr zugerechnet werden das İdil Kültür Merkezi (‚Kulturzentrum İdil‘) im Istanbuler Viertel Okmeydanı und die Band Grup Yorum. Besonders stark ist die Organisation im Istanbuler Stadtteil Sultangazi vertreten.

## Geschichte

### Vorgeschichte
1971 gründete Mahir Çayan in der Türkei die „Volksbefreiungspartei-Front der Türkei“ (THKP-C), die sich in ihrem weiteren Verlauf unter anderem mit der von Hüseyin İnan und Deniz Gezmiş gegründeten Volksbefreiungsarmee der Türkei (THKO) sowie der 1972 gegründeten „Kommunistische Partei der Türkei/Marxisten Leninisten“ (TKP/ML) organisierte und mit dem Ziel eines gewaltsamen Umsturzes den bewaffneten Kampf in der Türkei führte.
Nachdem Mahir Çayan neben vielen anderen führenden Mitgliedern der THKP-C bei einem Feuergefecht mit türkischen Sicherheitskräften am 30. März 1972 getötet wurde, zersplitterte die Gruppe. Sehr an der THKP-C orientierte sich später die bereits im Jahre 1969 gebildete Gruppe Dev-Genç, aus der sich 1977 die Gruppe „Revolutionärer Weg“ (Devrimci Yol) entwickelte. Besonders aufgrund abweichender Vorstellungen verließen viele Sympathisanten und militante Anhänger die Devrimci Yol wieder und gründeten 1978 mit der „Revolutionären Linken“ (Devrimci Sol) eine neue politisch-militärische Organisation, welche die Ansichten von Mahir Çayan vertrat und sich als rechtmäßige Nachfolgerin der THKP-C ansah. Mit dem Militärputsch vom 12. September 1980 in der Türkei wurde die Organisation schwer getroffen. Sie verlor viele ihrer Sympathisanten, führende Kader wurden inhaftiert. Ganz zerschlagen wurde sie aber nicht, sie setzte ihren Kampf auch in den Gefängnissen fort.
1993 spaltete sich die Organisation in zwei Fraktionen. Die Abspaltung wurde vom großen Teil der Devrimci Sol unter der Führung von Dursun Karataş nicht anerkannt und man bezeichnete die gegnerische Gruppe unter der Führung Bedri Yağans als Putschisten. Diese Feststellung führte zu bewaffneten Auseinandersetzungen zwischen beiden Flügeln, die auch Todesopfer forderten, obwohl beide die gleichen ideologischen Grundlagen und politischen Ziele aufwiesen. Während die Devrimci Sol unter der Führung Dursun Karataş’ 1994 die Gründung der DHKP-C bekannt gab und ihre bewaffneten Aktionen fortsetzte, verlor die andere Fraktion nach dem Tod Bedri Yağans, der 1993 während eines Polizeieinsatzes erschossen wurde, und der Rückumbenennung 1994 in „Volksbefreiungspartei-Front der Türkei“ (THKP-C) stark an politischer Bedeutung.

### Nach der Gründung
Die DHKP-C sorgte 1996 mit der Ermordung Özdemir Sabancıs und Haluk Görgüns für Aufsehen. Beide hatten hohe Positionen in der Wirtschaft bekleidet. Özdemir Sabancı war Präsident der Sabancı Holding Automotive Group, Haluk Görgün der  Generaldirektor von Toyota-SA. Bei diesem Attentat kam auch die Sekretärin Nilgün Hasefe ums Leben. Im gleichen Jahr organisierte die DHKP-C mit weiteren türkischen linksgerichteten Organisationen einen Hungerstreik für bessere Haftbedingung, der mit dem Tod von zwölf Häftlingen endete. Am 19. Dezember 2000 stürmten die Sicherheitskräfte alle Gefängnisse, in denen sich linksgerichtete Häftlinge aufhielten, um einen von diesen gestarteten neuerlichen Hungerstreik gegen die Verlegung in die für sie neu eingerichteten Typ-F-Gefängnisse zu beenden. Die Erstürmung der Gefängnisse endete mit dem Tod von 28 Gefangenen und der Verlegung der Gefangenen in Gefängnisse vom Typ F. Die DHKP-C führte lange Jahre einen Hungerstreik, um die Schließung der Gefängnisse dieses Typs zu erwirken. In diesem Hungerstreik kamen 122 Menschen ums Leben, zu einem großen Teil DHKP-C-Anhänger.
Am 10. September 2001 verübte eine DHKP-C-Anhängerin ein Selbstmordattentat vor dem deutschen Generalkonsulat in Istanbul. Dabei starben zwei türkische Polizeioffiziere und 20 Menschen wurden verletzt. Auch eine Australierin starb bei dem Anschlag, nach Angaben der Taz.
Bei einem missglückten Anschlag starben 2004 in einem Linienbus vier Menschen, zahlreiche weitere wurden verletzt. Die DHKP-C sprach in einer Erklärung davon, dass die Bombe unglücklicherweise frühzeitig explodiert sei.
2012 beging die DHKP-C mehrere Anschläge in Istanbul. Bei einem Feuerüberfall tötete die Organisation einen Polizisten. Im Stadtteil Sultangazi verübte sie einen Selbstmordanschlag mit Sprengstoffgürtel und Handgranate. Dabei starben ein Attentäter und ein Polizist, sieben Menschen wurden verletzt. Die DHKP-C versuchte ferner, die ehemalige Kämpferin Asuman Akça per Kopfschuss hinzurichten. Angehörige der Organisation überfielen eine Wache in Bahcelievler/Istanbul und erschossen einen Polizisten auf offener Straße. Die Organisation bekannte sich zu den Anschlägen.
Im Februar 2013 bekannte sich die DHKP-C zum Selbstmordanschlag auf die US-amerikanische Botschaft in Ankara, bei dem außer dem Attentäter ein türkischer Wachmann getötet und eine türkische Fernsehjournalistin schwer verletzt wurde. Zudem erlitten zwei weitere Wachleute leichtere Verletzungen. Nach türkischen Medienberichten handelte es sich bei dem Attentäter um einen aus Deutschland eingereisten, 40 Jahre alten Türken.
Anfang 2015 bekannte die Organisation sich zu einem Selbstmordattentat, das sie nicht verübte. Die DHKP-C machte Kommunikationsprobleme für das falsche Bekenntnis verantwortlich.
Im März 2015 nahmen zwei Mitglieder der Gruppe im zentralen Justizgebäude Istanbuls den Staatsanwalt Mehmet Selim Kiraz als Geisel. Nach neun Stunden beendete die Polizei die Geiselnahme mit Gewalt. Dabei kamen die Geiselnehmer ums Leben. Kiraz verstarb im Krankenhaus, er war Ankläger im Fall Berkin Elvan. Im Nachhinein kam es zu Solidaritätsbekundungen für die Geiselnehmer. Die Ordnungskräfte reagierten darauf mit zahlreichen Festnahmen.
Im April 2015 griff ein Mitglied der DHKP-C ein Polizeirevier in Istanbul an und wurde kurz darauf von der Polizei erschossen.
Die DHKP-C griff Anfang August 2015 das Konsulat der USA in Istanbul an. Zwei Personen eröffneten das Feuer. Mitte August 2015 bekannte sie sich zu einer Schießerei vor dem Dolmabahçe-Palast.
Im Mai 2017 erschoss die Polizei bei einer Hausdurchsuchung in Istanbul die 18-jährige Sıla Abalay. Die Behörden warfen ihr vor an einem Anschlag auf Evliya Çalışkan im Dezember 2016 beteiligt gewesen zu sein, welcher unter anderem gegen den Journalisten Can Dündar ermittelte.

## Ideologie
Die DHKP-C verfolgt nominell eine marxistisch-leninistisch-maoistische Linie. Sie möchte mit Hilfe des bewaffneten Kampfes eine Volksherrschaft errichten. Wahlen und Demokratie lehnt sie ab. Zu diesem Zweck verübt sie bewaffnete Überfälle. Diese sollen dazu führen, dass der bewaffnete Kampf sich zu einem Volkskrieg ausweitet. Die DHKP-C versuchte 2016, eine ländliche Guerilla aufzustellen, die allerdings mit einem Luftschlag der türkischen Armee vernichtet wurde. In Vierteln in Istanbul unterhielt sie eine Miliz, die als Stadtguerilla dienen sollte. Als Hindernis auf dem Weg zur Herrschaft betrachtet die DHKP-C die sogenannte Degeneration (türk. yozlaştırma). In dieser Vorstellung versucht der Imperialismus durch die NATO mit Hilfe von Prostitution (türk. fuhuş), Drogen (türk. yuşturucu) und Glückspiel (kumar) die Menschen zu korrumpieren. Diese erklärt auch die Homophobie und Queerfeindlichkeit der Organisation. Homosexualität, Transgeschlechtlichkeit, Gewalt gegen Frauen und Umweltschutz seien Themen, die die NATO nach Anatolien getragen habe, um die politische Linke einzubinden und sie vom Kampf fernzuhalten.

## Aktivitäten in Deutschland
In Deutschland organisiert sich die DHKP-C durch Vereine, deren Satzungen keinen Rückschluss auf die Organisation zulassen. Der Solidaritätsverein mit den politischen Gefangenen und deren Familien in der Türkei (TAYAD), die Anatolische Föderation e. V. Köln und der Verband anatolischer Volkskulturvereine e. V. werden vom Verfassungsschutz Nordrhein-Westfalen als der DHKP-C nahestehend bezeichnet.
Die DHKP-C wird vom Bundesamt für Verfassungsschutz beobachtet und wird in Deutschland seit dem 13. August 1998 als Ersatzorganisation der bereits 1983 verbotenen Devrimci Sol bewertet und damit in das frühere Verbot mit einbezogen. Eine Anfechtungsklage der DHKP-C gegen diese Gleichsetzung wurde vom Bundesverwaltungsgericht am 1. Februar 2000 letztinstanzlich abgewiesen.
Am 21. Oktober 2011 wurde Gülaferit Ünsal in Griechenland festgenommen und anschließend an die deutschen Behörden ausgeliefert. Die Generalbundesanwaltschaft beschuldigte Ünsal, von August 2002 bis August 2008 die DHKP-C in Europa geleitet und dabei Einnahmen von mehr als einer Million Euro organisiert zu haben. Die Anklage nach Paragraph 129b und 129a des Strafgesetzbuches war in Berlin das erste Verfahren dieser Art. Ünsal wurde in diesem Verfahren zu sechseinhalb Jahren Haft verurteilt.
Das Bundesministerium des Innern verfügte gegen die Herstellung und den Vertrieb der Publikation „Yürüyüs“ ein Verbot. Sie halte den organisatorischen Zusammenhalt der DHKP-C entgegen dem bestandskräftigen Organisationsverbot der Devrimci Halk Kurtuluş Partisi-Cephesi (DHKP-C) vom 6. August 1998 aufrecht.
Im Jahre 2007 hatte die DHKP-C bundesweit 650 Mitglieder.
Im Jahr 2023 erhob der Generalbundesanwalt Anklage gegen mutmaßliche Mitglieder der DHKP-C.

## Publikationen
- Tavır (Haltung)[2]
- Kerbela (nach einem Ort im Irak)[2]
- Kültür Adası (Kulturinsel)[2]
- Yürüyüş (Marsch) – wöchentliche Zeitschrift, die seit Mai 2005 erscheint[2]

## Aktivitäten in Belgien
Gegen den Aktivisten Bahar Kimyongür besteht ein türkisches Auslieferungsgesuch, dem jedoch bislang nicht stattgegeben wurde.

## Aktivitäten in Frankreich
In Frankreich wurden im Dezember 2013 15 Mitglieder zu Freiheitsstrafen zwischen zwei Jahren und sechs Monaten und sieben Jahren verurteilt.